# جان کولسون
جان کولسون (انگلیسی: John Colson؛ ۱۶۸۰ – ۲۰ ژانویه ۱۷۶۰، سن ۸۰) یک دانشمند در زمینه ریاضیات اهل بریتانیا بود. 